# Soddyita
La soddyita és un mineral de la classe dels nesosilicats. Va ser descoberta l'any 1922 en una mina de la província de Katanga (República Democràtica del Congo), sent nomenada així en honor de Frederick Soddy, radioquímic anglès.

## Característiques químiques
És un uranil-silicat hidratat, o nesosilicat d'urani.
Segons la classificació de Nickel-Strunz, la soddyita pertany a «09.AK: Estructures de nesosilicats (tetraedres aïllats), uranil nesosilicats i polisilicats» juntament amb els següents minerals: cuprosklodowskita, oursinita, sklodowskita, boltwoodita, kasolita, natroboltwoodita, uranofana-β, uranofana, swamboïta, haiweeïta, metahaiweeïta, ranquilita, weeksita, coutinhoïta, ursilita, magnioursilita, calcioursilita i uranosilita.

## Formació i jaciments
Apareix barrejat amb curita a la zona d'oxidació dels jaciments de minerals de l'urani, format per alteració de la uraninita.
Sol trobar-se associat a altres minerals com: curita, uraninita, kasolita, sklodowskita, uranofana o torbernita.

## Usos
És extret en les mines com a mena de l'estratègic urani. Per la seva forta radioactivitat, ha de ser manipulat i emmagatzemat amb els protocols adequats.